# Куртиль де Сандра, Гасьен де
Гасье́н де Курти́ль де Сандра́ (иногда Готьен де Куртиль де Сандра, фр. Gatien de Courtilz de Sandras, 1644—1712) — французский писатель, журналист, публицист и мемуарист, наиболее известный своей книгой «Мемуары господина д’Артаньяна» (1700), впоследствии использованной Александром Дюма для создания трилогии «Три мушкетёра», «Двадцать лет спустя» и «Виконт де Бражелон».

## Биография
Родился в 1644 году. Служил в роте королевских мушкетёров, где дослужился до чина капитана. Ещё находясь на военной службе, занялся сочинительством и основал журнал Mercure historique et politique («Политический и исторический вестник»), а после ухода в отставку в 1688 году стал профессиональным публицистом и писателем. Романы де Куртиля, написанные в авантюрно-приключенческом духе, а также вымышленные «мемуары», полные пикантных подробностей, пользовались большим успехом у читателей, но вызвали гнев короля Людовика XIV, который усмотрел в них оскорбление монаршей семьи, и де Куртиль на несколько лет был брошен в Бастилию, откуда ему удалось сбежать в Нидерланды. В Нидерландах де Куртиль продолжил литературную деятельность и выпустил «Мемуары господина д’Артаньяна», после чего в 1702 году неосторожно попытался вернуться на родину, но был схвачен и вновь посажен в Бастилию, где пробыл 9 лет и вышел лишь незадолго до смерти. В заключении сочинил «Историю Бастилии», также бывшую в своё время достаточно популярным чтением.
Умер де Куртиль в Париже в 1712 году, похоронен на кладбище Сент-Андре-дез-Арт.

## Творчество
Творческое наследие де Куртиля включает обширную переписку, любовные романы («Любовные интриги при французском дворе» фр. Les Intrigues amoureuses de la Cour de France, 1684), исторические и политические работы, биографии и вымышленные мемуары различных деятелей, в частности, маркиза де Монбрюна (фр. Mémoires de Monsieur le Marquis de Montbrun), графа де Рошфора (фр. Mémoires de M.L.C.D.R. (le comte de Rochefort)) и т. д. «Мемуары», написанные от первого лица, как показывают исследования, на самом деле написаны де Куртилем на основе источников, найденных после смерти «авторов» мемуаров. Романы и «мемуары» де Куртиля описывают социально-политическую ситуацию времён Ришельё и Мазарини, содержат описания различных политических и шпионских интриг, во многом предвосхищая французские плутовские романы XVIII века.
Наиболее известной книгой де Куртиля, несомненно, остаются «Мемуары мессира д’Артаньяна, капитан-лейтенанта первой роты мушкетёров короля, содержащие множество вещей личных и секретных, произошедших при правлении Людовика Великого» (рус. пер. 1995), которые впервые вышли в свет в трех томах в Кёльне в 1700 году в издательстве Пьера Марто (псевдоним Жана Эльзевира), затем вторым изданием в Амстердаме у издателя Пьера Ружа в 1704 году и в третий раз были переизданы в 1715 году Пьером дю Кампом. Текст, преподнесённый читателям, как мемуары д’Артаньяна, представляет собой мистификацию, характерную для творчества де Куртиля, поскольку реальный д’Артаньян ничего не писал и вообще, как показывают его бумаги, был малограмотен. Вероятно, первоисточником информации о д’Артаньяне для де Куртиля послужил друг знаменитого мушкетёра господин де Бемо, бывший директором Бастилии во время первого тюремного срока де Куртиля.
Пользовался ли де Куртиль какими-то записками д’Артаньяна или исключительно рассказами де Бемо — остаётся загадкой. Сам он утверждал, что использовал подлинные записки д’Артаньяна, якобы найденные после гибели последнего, но это маловероятно.

## Публикации

### На русском языке
- Куртиль Г. де С. де. Дневники Шарля де Баатца, сеньора д’Артаньяна // Из сборника: Нимье Р. Влюблённый д’Артаньян, или пятнадцать лет спустя. Куртиль Г. де С. де. Дневники Шарля де Баатца, сеньора д’Артаньяна. / Пер. с фр. С. Свяцкого; худож. Г. Семёнов. СПб.: СП Смарт, 1993. — 400 с. — ISBN 5-7078-0003-4
- де Куртиль Гасьен де Сандра. Мемуары месье Шарля де Баатца сеньора д'Артаньяна, капитан-лейтенанта первой роты мушкетеров короля, содержащие множество вещей личных и секретных, произошедших при правлении Людовика Великого. — М.: Антанта Лтд, 1995. — 1380 с. — ISBN 5-7607-0006-5.
- Гасьен Куртиль де Сандра. Мемуары M. L. C. D. R. / Пер. Яна Семченкова. — М.: Ладомир; Наука, 2016. — 472 с. — Серия «Литературные памятники». — 1200 экз.

### На французском языке
- La France devenue italienne, La Haye, P. Bernard, 1685.
- Mémoires de M.L.C.D.R. (le comte de Rochefort), Cologne, Pierre Marteau, 1688
- Histoire de la guerre de Hollande (1672—1677), La Haye, 1689
- La vie de jean-baptiste Colbert Ministre d'état sous Louys XIV Roy de France, Cologne, 1695
- Le grand Alcandre frustré, ou les derniers efforts de l’amour et de la vertu, Cologne, Pierre Marteau, 1696
- Mémoires de M. d’Artagnan, Cologne, P. Marteau, 1700
- Mémoires de Monsieur le Marquis de Montbrun, Amsterdam, 1701
- Mémoires de madame la marquise de Fresne, Amsterdam, 1722